# فانيد
الفانيد هو كعكة جزائرية تقليدية مصنوعة من مسحوق اللوز ومدقوق السكر، والتي توجد في جميع الحفلات والأعراس الجزائرية وغالباً ما تكون على الموائد خلال شهر رمضان. كعكة رقيقة جدًا، من الصعب صنعها على الرغم من بساطة الوصفة، وتحتاج إلى خبرة كبيرة لنجاحها. هناك نوعان من الفانيد الجزائري: نوع لا يحتاج إلى الطهي ونوع آخر يحتاج للطهي في الفرن.

## أصل التسمية
والفانيد: اسم نوع من الحلوى، قال المرتضى الزَّبيدي في تاج العروس مستدركًا على القاموس المحيط ٢/ ٤٥٥:«فانيد: نوع من الحلواء يعمل بالنشا، وكأنها أعجمية؛ لفقد فاعيل من الكلام العربي، ولهذا لم يذكرها أكثر أهل اللغة. قلت -أي المرتضى-: وسيأتي في المعجمة -أي فانيذ-، ولكن قال شيخنا -تقي الدِّين الفاسي-: إنه بالمهملة أليق. اهـ.»
وذكر الفيروزأبادي الفانيذ في حرف الذال المعجمة، « قال الزبيدي ٢/ ٥٧٤: الفانيذ أهمله الجوهري، وقال الأزهري: هو ضرب من الحلواء معروف، فارسي معرّب بانيد بالدال المهملة، وقد مرَّ أنهم يقولون فانيد بالدال المهملة.» وقد سمى الحافظ السيوطي إحدى رسائله : «الفانيد في حلاوة الأسانيد».

## التزيين
الفانيد معجنات مزخرفة للغاية، غالبًا ما تُقدم على شكل أسورتين متراكبتين في الأعلى بوردة ذات بتلات، مصنوعة من عجينة السكر أو عجينة اللوز.